# Jordan 191
Jordan 191 (pierwotnie Jordan 911) – samochód Formuły 1, zaprojektowany przez Gary’ego Andersona i Andrew Greena, skonstruowany przez zespół Jordan Grand Prix. Model ten był używany w sezonie 1991, a jego kierowcami byli Bertrand Gachot, Andrea de Cesaris, Michael Schumacher, Roberto Moreno i Alessandro Zanardi. Dla Schumachera i Zanardiego był to pierwszy samochód Formuły 1, którym ci kierowcy rywalizowali w swojej karierze.
Jordan 191 był napędzany przez silniki Ford. Zespół w swoim debiutanckim sezonie zdobyła trzynaście punktów i jedno najszybsze okrążenie, ustanowione przez Gachota podczas Grand Prix Węgier, a najlepszymi występami Jordana były wyścigi w Kanadzie i w Meksyku, gdzie Andrea de Cesaris zajął czwarte miejsce. W klasyfikacji konstruktorów, Jordan zajął piąte miejsce.

## Tło
W 1979 roku Eddie Jordan, po zakończeniu kariery wyścigowej założył zespół Eddie Jordan Racing, który pierwotnie startował w Brytyjskiej Formule Ford, później w Brytyjskiej Formule 3 i w Formule 3000. Zespół odniosła swój pierwszy poważny sukces w 1987 roku, kiedy po tytuł mistrzowski w Brytyjskiej Formule 3 sięgnął Johnny Herbert. Dwa lata później, tym razem w Formule 3000 triumfował Jean Alesi.
Jordan, podbudowany sukcesami w niższych seriach wyścigowych postanowił spróbować swoich sił w Formule 1. W tym celu zatrudnił Gary’ego Andersona do zaprojektowania pierwszego samochodu dla jego zespołu. Anderson wówczas pracował dla Reynard Motorsport, który od 1988 konstruował samochody dla zespołów z przedsionka Formuły 1, w tym m.in. dla ekipy Eddiego Jordana.

## Specyfikacja techniczna
Oprócz Gary’ego Andersona, który był odpowiedzialny za nadwozie samochodu i aerodynamikę wkład w model 191 mieli także Andrew Green (odpowiedzialny za zawieszenie) i Mark Smith (skrzynia biegów).
Ze względu na nieduży budżet, priorytetem dla Jordana było przygotowanie samochodu szybkiego, prostego w konstrukcji i łatwego w ustawieniach na każdym torze. Pierwotnie Jordan 191 był przygotowywany pod jednostkę Judd, która napędzała m.in. samochody Brabhama.  Ostatecznie użyto ośmiocylindrowych silników Forda o pojemności 3494 cm³, które używał wcześniej zespół Benetton. Podczas sezonu silnik ten zepsuł się czterokrotnie. Moc maksymalna wyniosła 670 KM, a prędkość obrotowa dochodziła do 13200 obr./min.. Umieszczenie jednostki Forda wymusiło wykonanie wybrzuszenia na pokrywie silnika. Jordan otrzymał gwarancję dostawy klienckich silników Forda po przypadkowym spotkaniu z dyrektorem wyższego szczebla w firmie Cosworth.
Nadwozie stanowił monokok wykonany z włókna węglowego. Na zawieszenie przednie i tylne składały się podwójne wahacze typu push-rod aktywowane poprzez sprężyny śrubowe na amortyzatorach. Sześciobiegowa, manualna skrzynia biegów była opracowana przez zespół Jordan Grand Prix, a wyprodukowana przez Hewland. Paliwo oraz oleje dostarczało BP. Zespół korzystał z ogumienia Goodyear, z którego korzystało większość zespołów startujących w Formule 1 w sezonie 1991. Model 191 wraz z kierowcą ważył 505 kg, a jego rozstaw osi wyniósł 2898 mm.
Łącznie wyprodukowanych zostało siedem egzemplarzy; jeden został zniszczony w wyniku wypadku de Cesarisa podczas Grand Prix Wielkiej Brytanii.

## Prezentacja i zmiana nazwy samochodu
Prezentacja modelu i jego pierwszy test miał miejsce w listopadzie 1990 na torze Silverstone. Wówczas przedstawiono samochód jako Jordan 911 – „91” wzięło się od dwóch ostatnich cyfr roku, natomiast „1” oznaczało Formułę 1. Podobnie miało być z każdym następnym modelem zespołu. Samochód poprowadził John Watson, który testował także pojazd na torze Pembrey, wyrażając zadowolenie z prowadzenia pojazdu. Samochód posiadał wówczas czarne malowanie, z żółtymi napisami i logami dostawców silników i ogumienia.
Kilka tygodni później do zespołu trafił telegram od Porsche. Niemiecki koncern domagał się zmiany nazwy samochodu, ponieważ oznaczenie 911 było używane w samochodach produkowanych przez koncern ze Stuttgartu. Po rozmowach w Stuttgarcie pomiędzy Eddiem Jordanem a szefem Porsche postanowiono zmienić naklejki i nazwę samochodu na Jordan 191, co kosztowało 25 funtów. Irlandczyk wyjaśnił, że rebranding będzie kosztował zespół kilka tysięcy funtów, więc w zamian Jordan mógł jeździć Porsche 911 przez osiemnaście miesięcy.
Zespół zakończył testowanie samochodu na torze Circuit Paul Ricard w Le Castellet.

## Kierowcy
Na samym początku sezonu zespół Jordan zatrudnił kierowców posiadających doświadczenie w Formule 1 – Bertranda Gachota (który wniósł do zespołu półtora miliona dolarów) i Andreę de Cesarisa, którzy dysponowali wsparciem marki Marlboro. W późniejszym okresie, z powodu aresztowania Bertranda Gachota, partnerami zespołowymi Andrei de Cesarisa byli Michael Schumacher, Roberto Moreno i Alessandro Zanardi.

### Bertrand Gachot

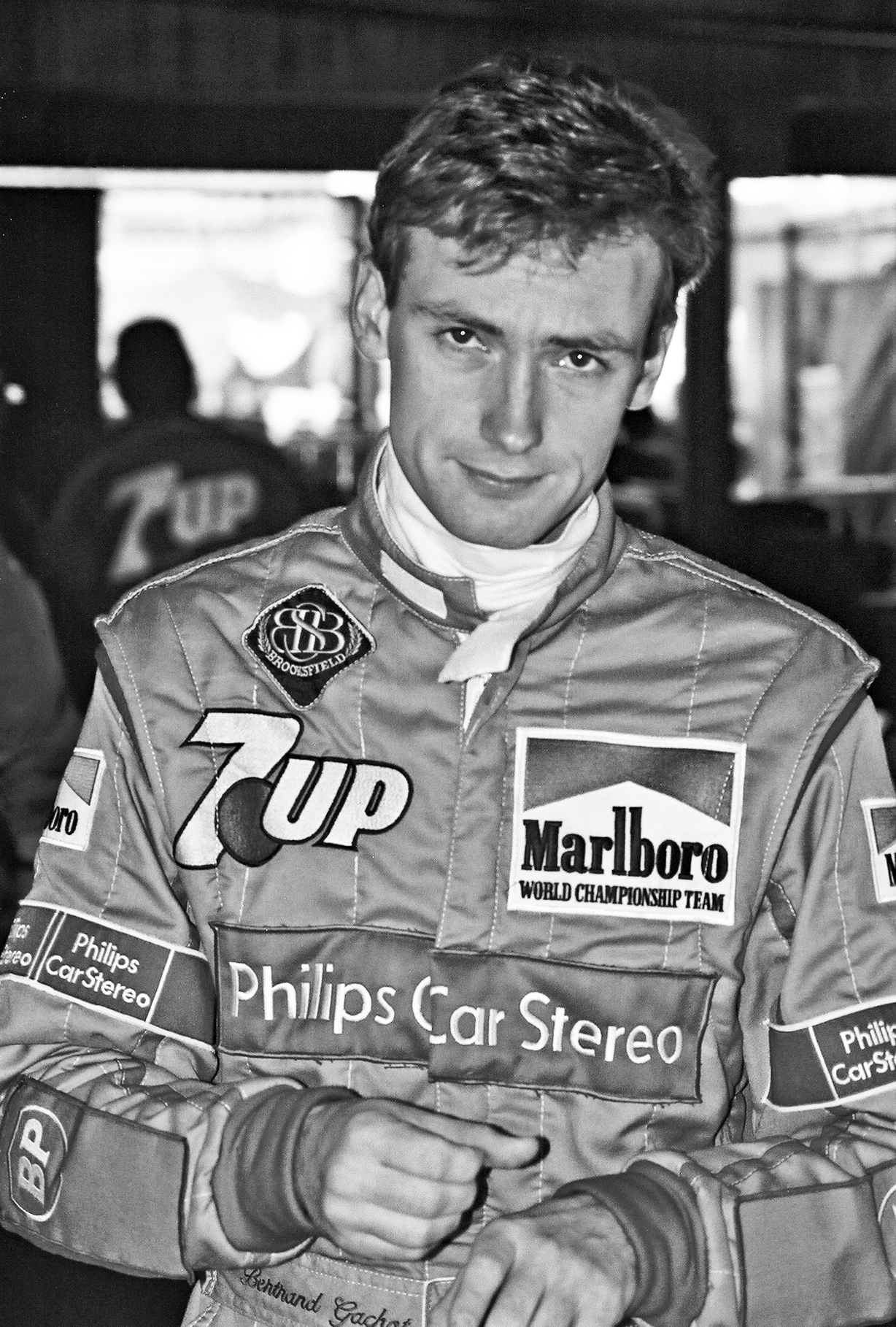
Bertrand Gachot

Pierwszym poważnym sukcesem Bertranda Gachota było zdobycie w 1985 tytułu mistrzowskiego w EFDA Euroseries Formuła Ford 1600, jeżdżąc w zespole Pacific Racing. Belg powtórzył to osiągnięcie rok później w Brytyjskiej Formule Ford 2000 po rywalizacji z Markiem Blundellem, zdobywając również wicemistrzostwo Europejskiej Formuły Ford. W 1987 Gachot startował w Brytyjskiej Formule 3 w zespole West Surrey Racing. Belg w 18 wyścigach wygrał trzykrotnie, tyle samo razy zdobył pole position, osiem razy stawał na podium, ustanowił dwa najszybsze okrążenia i zdobył 64 punkty, zdobywając tytuł wicemistrzowski, przegrywając o piętnaście punktów z Johnnym Herbertem. Rok później przeszedł do Międzynarodowej Formuły 3000 reprezentując ekipę Spirit Racing. W jedenastu wyścigach zdobył 21 punktów, stając dwukrotnie na drugim stopniu podium − na torze Vallelunga i Silverstone.
Pierwszy kontakt Gachota z Formułą 1 miał miejsce w sezonie 1989, gdy otrzymał miejsce w nowo powstałym zespole Onyx. Belg zapewnił sobie miejsce w tym zespole dzięki wsparciu finansowemu od firmy Moneytron, należącej do ekscentrycznego belgijskiego milionera, Jeana-Pierre’a Van Rossema, który wykupił większość udziałów w Onyksie. W dwunastu wyścigach Belg pięciokrotnie awansował do wyścigu, notując swoje najlepsze osiągnięcie w Wielkiej Brytanii zajmując dwunaste miejsce. Po Grand Prix Włoch, belgijski kierowca najpierw został zawieszony na jeden wyścig, a potem został całkowicie zwolniony z Onyx Grand Prix. Przyczyną były pojawiające się w prasie krytyczne słowa Gachota (który nie zgodził się na ich publikację) co do braku testów i niedostatecznego wsparcia. Na ostatnie dwa wyścigi kierowca zasilił szeregi ekipy Rial Racing, nie kwalifikując się do nich. Debiutancki sezon Gachot zakończył z zerowym dorobkiem punktowym. W kolejnym sezonie reprezentował on zespół Coloni, startujący w Formule 1 od 1987. Przez pierwsze osiem wyścigów samochód był napędzany dwunastocylindrowymi silnikami typu bokser dostarczanymi przez Subaru. Belg nie potrafił w tym czasie awansować do kwalifikacji. Po Grand Prix Wielkiej Brytanii, Subaru postanowiło zakończyć współpracę z Coloni – włoski zespół ponownie skorzystał z silników Forda. Sytuacja była nieco lepsza, ale nie wystarczyło to do zakwalifikowania się do wyścigu. Gachot tym razem nie został sklasyfikowany.

### Andrea de Cesaris

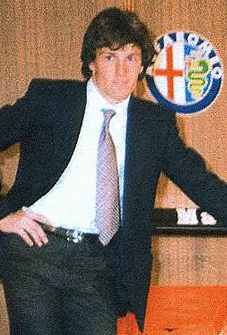
Andrea de Cesaris

Andrea de Cesaris po zdobyciu wielu tytułów mistrzowskich w kartingu postanowił w 1979 o przejściu do samochodów jednomiejscowych i startował w Brytyjskiej Formule 3, gdzie z powodu dużej ilości wypadków nie był w stanie zdobyć tytułu mistrzowskiego, zajmując drugie miejsce. W 1980 dołączył on do Formuły 2 reprezentując zespół Project Four, kierowany przez Rona Dennisa. W jedenastu wyścigach Włoch czterokrotnie zdobył podium, w tym wygrał jeden wyścig. Dzięki temu ukończył sezon na piątej pozycji.
Włoski kierowca zadebiutował w Formule 1 w sezonie 1980, jeżdżąc w dwóch ostatnich wyścigach dla ekipy Alfa Romeo. Włoch nie ukończył wyścigów i zakończył on debiutancki sezon z zerowym dorobkiem punktowym. Na sezon 1981 kierowca trafił do zespołu McLaren. Podczas Grand Prix San Marino zdobył pierwszy i jedyny punkt w całym sezonie, przegrywając wyraźnie z Johnem Watsonem, który zgromadził 27 punktów. W klasyfikacji kierowców Włoch zajął osiemnaste miejsce. W sezonach 1982–1983 ponownie jeździł dla Alfy Romeo. W tym czasie zdobył trzykrotnie miejsca na podium, zdobywając także podczas Grand Prix Stanów Zjednoczonych Zachód pole position, stając się najmłodszym zdobywcą pierwszego pola startowego. Najlepszym sezonem dla Andrei de Cesarisa był sezon 1983, gdzie zdobył piętnaście punktów i zajął ósme miejsce. Po sezonie przeniósł się do Ligiera, którego reprezentował do 1985. W pierwszym sezonie dla francuskiej ekipy zdołał zdobyć trzy punkty i został sklasyfikowany na osiemnastym miejscu. W kolejnym sezonie punkty zdobył tylko podczas Grand Prix Monako, w którym zdobył czwarte miejsce. Trzy punkty dały z kolei siedemnaste miejsce w klasyfikacji kierowców.
Przed sezonem 1986 Andrea de Cesaris przeszedł do Minardi. W tym okresie z szesnastu wyścigów de Cesaris sklasyfikowany został tylko w Grand Prix Meksyku, zajmując ósme miejsce. Po raz pierwszy od 1980 Włoch nie zdobył ani jednego punktu. Do sezonu 1987 kierowca przystępował jako reprezentant Brabhama – z szesnastu wyścigów de Cesaris ukończył tylko dwa. Podczas Grand Prix Belgii zdobył trzecie miejsce. W klasyfikacji kierowców uplasował się na czternastej pozycji z liczbą 4 punktów. Po sezonie przeniósł się do ekipy Rial, w której był jedynym kierowcą. W sezonie 1988 kierowca ukończył pięć wyścigów, a najlepszy występ zanotował podczas Grand Prix Stanów Zjednoczonych – Wschód, gdzie zajął czwarte miejsce. Trzy punkty dały w sumie piętnaste miejsce. Ostatnie dwa sezony Włoch spędził w zespole BMS Scuderia Italia. W sezonie 1989 de Cesaris ukończył osiem wyścigów, ponadto zdobył trzecie miejsce w Kanadzie. Cztery punkty dały mu szesnastą lokatę. W sezonie 1990 został sklasyfikowany w zaledwie dwóch wyścigach, a podczas Grand Prix Francji został zdyskwalifikowany. Cały sezon de Cesaris zakończył, nie uzyskując ani jednego punktu.

### Michael Schumacher

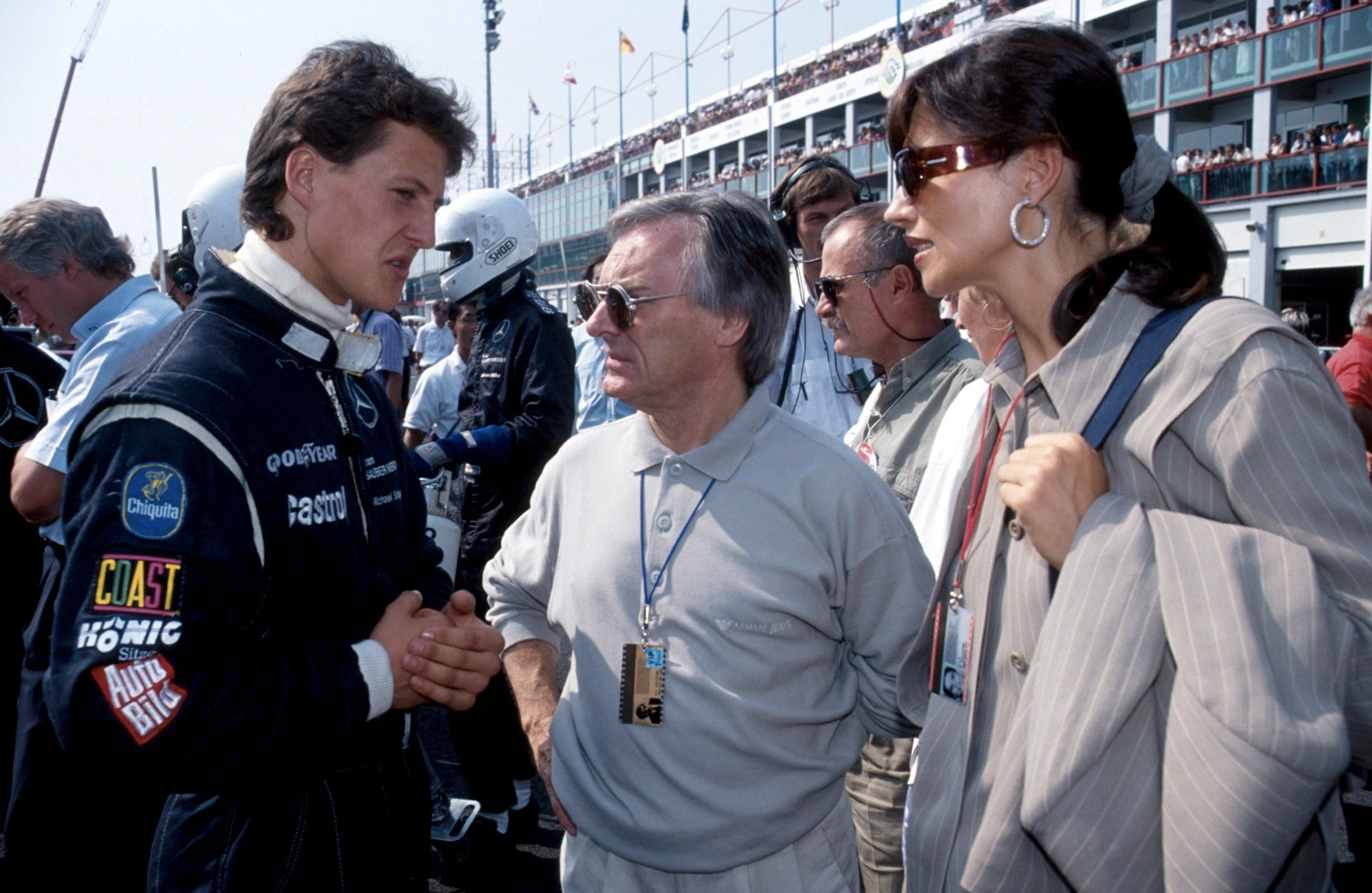
Michael Schumacher (pierwszy po lewej)

Pierwszy sukces w karierze Michaela Schumachera miał miejsce w 1988, gdy wygrał on Formułę König. Rok później Niemiec zaczął startować w Niemieckiej Formule 3 w zespole WTS, prowadzonym przez Williego Webera, zdobywając tytuł mistrzowski w drugim sezonie startów. Pod koniec 1990, wspólnie z Heinzem-Haraldem Frentzenem i Karlem Wendlingerem, dołączył do juniorskiego programu Mercedesa w Mistrzostwach Świata Samochodów Sportowych.
W sezonie 1990 Schumacher wygrał ostatni wyścig rozegrany na torze Autódromo Hermanos Rodríguez i został sklasyfikowany na piątym miejscu w mistrzostwach mimo faktu, że brał udział w trzech z dziewięciu wyścigów. Rok później Niemiec nadal rywalizował w Mistrzostwach Świata Samochodów Sportowych, wygrywając wyścig na torze Nippon Autopolis. Mistrzostwa niemiecki kierowca ukończył na dziewiątej pozycji. W tym samym roku startował także w wyścigu 24h Le Mans, który ukończył na piątym miejscu, dzieląc samochód z Karlem Wendlingerem i Fritzem Kreutzpointnerem. Schumacher ponadto uczestniczył w jednym wyścigu Japońskiej Formuły 3000, który ukończył na drugim miejscu.

### Roberto Moreno

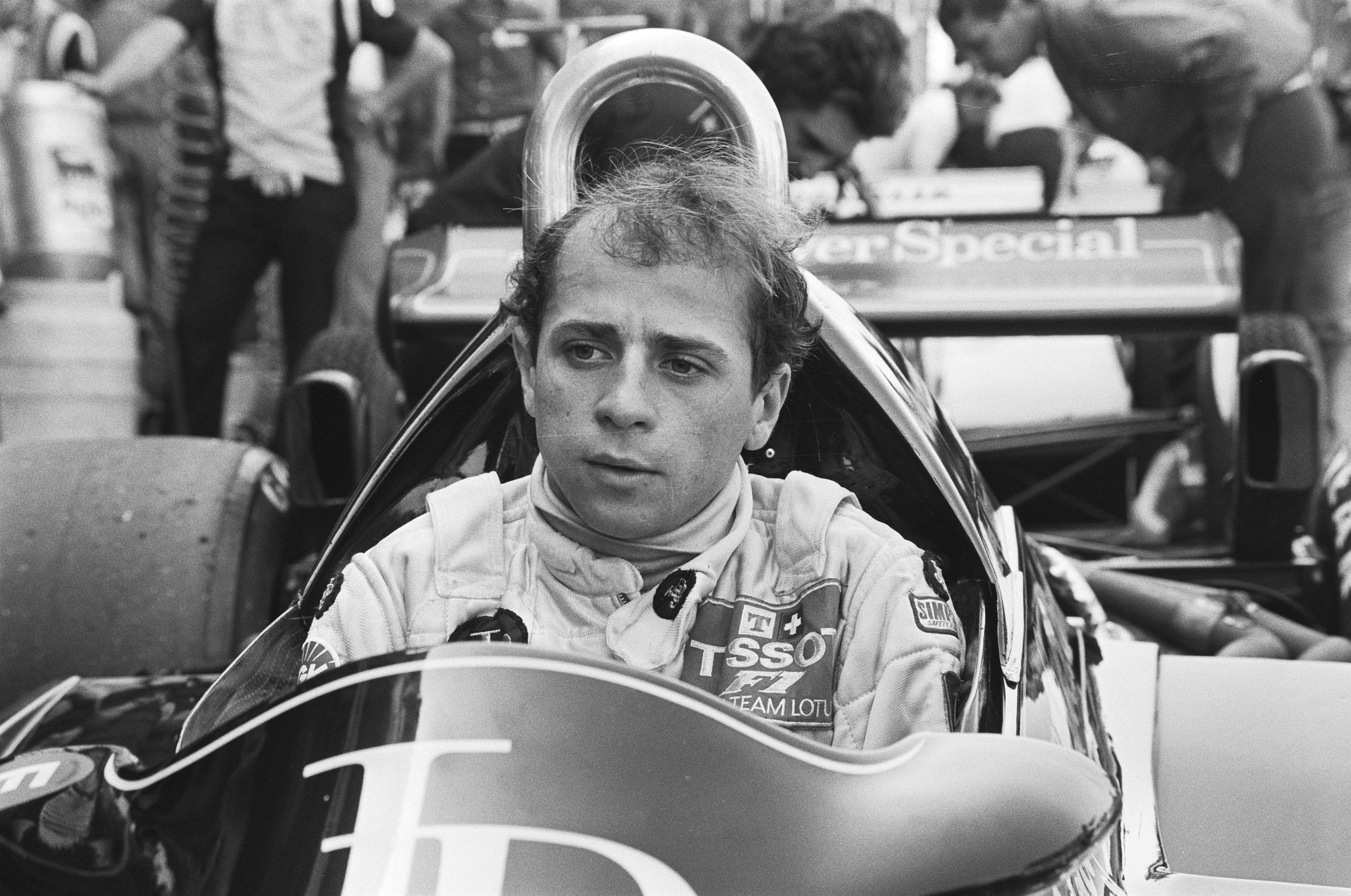
Roberto Moreno

Roberto Moreno swój pierwszy poważny sukces zanotował w 1980 roku, wygrywając Brytyjską Formułę Ford 1600 i Festiwal Formuły Ford. W latach 1981−1982 ścigał się w Brytyjskiej Formule 3, reprezentując barwy Barron Racing i Ivens Lumar Racing. Swój najlepszy start osiągnął w drugim sezonie startów, znajdując się na szóstej pozycji, wygrywając także wyścig o Grand Prix Makau oraz nowozelandzką Formułę Pacific. Wówczas pojawił się pierwszy kontakt z Formułą 1, za sprawą startu podczas Grand Prix Holandii dla ekipy Lotus, zastępując kontuzjowanego Nigela Mansella. Brazylijczyk do tego wyścigu się jednak nie zakwalifikował. Rok później Moreno startował w Północnoamerykańskiej Formule Mondial jako kierowca ekipy Theodore. W ośmiu startach czterokrotnie zdobywał pole position i wygrał tyle samo wyścigów, co wystarczyło do zdobycia tytułu wicemistrzowskiego. Rok 1984 Moreno spędził jako reprezentant Ralt w Formule 2. Sześciokrotnie stawał na podium, w tym dwukrotnie (na Hockenheimring i Donington Park) na najwyższym stopniu podium. W klasyfikacji Brazylijczyk zajął drugie miejsce, ustępując jedynie Mike'owi Thackwellowi, który był jego kolegą zespołowym.
W latach 1985−1986 brazylijski kierowca dzielił starty w Formule 3000 z wyścigami amerykańskiej serii CART. W pierwszym sezonie startów w F3000 Moreno wystartował w czterech wyścigach dla ekipy Barron Racing, zdobywając pięć punktów, natomiast w następnym sezonie startował w jednym wyścigu dla Bromley Motorsport, zajmując dziesiąte miejsce. W serii CART startował natomiast dla ekipy Galles Racing, najlepiej spisując się w drugim sezonie startów, gdzie w szesnastu wyścigach zdobył trzydzieści punktów i został sklasyfikowany na szesnastej pozycji. W sezonie 1987 startował dla Ralt Racing w Formule 3000 − Brazylijczyk czterokrotnie zdobył pole position i wygrał jeden wyścig. W klasyfikacji Moreno ukończył rywalizację na trzeciej pozycji. W tym samym czasie wystartował w dwóch wyścigach dla zespołu AGS, zastępując Pascala Fabre. Podczas Grand Prix Australii kierowca ukończył zmagania na szóstej pozycji zdobywając jeden punkt, który dał mu w ostateczności 21. miejsce. Po sezonie kontynuował rywalizację w F3000 ponownie reprezentując zespół Bromley Motorsport, tym razem spisując się lepiej niż w zeszłym sezonie − Moreno trzykrotnie osiągał pole position i czterokrotnie wygrywał, co przełożyło się na zdobycie tytułu mistrzowskiego z przewagą dziewięciu punktów. W sezonie 1989 został kierowcą ekipy Coloni − zakwalifikował się do czterech wyścigów, których nie ukończył i sezon ukończył bez zdobyczy punktowej. Ostatni sezon spędził na początku w zespole EuroBrun, gdzie zakwalifikował się do dwóch wyścigów, kończąc tylko inauguracyjny wyścig na trzynastym miejscu. Przed wyścigiem o Grand Prix Japonii włoski zespół wycofał się z Formuły 1, a Moreno zastąpił kontuzjowanego Alessandro Nanniniego w Benettonie. Już podczas pierwszego wyścigu dla brytyjskiej stajni Brazylijczyk ukończył zmagania na drugiej pozycji, przegrywając tylko ze swoim rodakiem i kolegą z zespołu, Nelsonem Piquetem. Cały sezon kierowca zakończył na dziesiątym miejscu z sześcioma punktami.

### Alessandro Zanardi

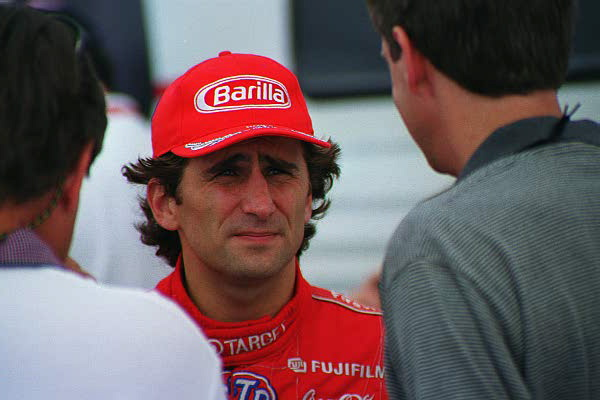
Alessandro Zanardi

Alessandro Zanardi po zdobyciu w 1987 tytułu mistrza Europy w kartingu w kategorii 135 cm³, postanowił na następny rok przenieść się do samochodów jednomiejscowych. W tym celu rozpoczął starty we Włoskiej Formule 3, w której uczestniczył do 1990. Najlepszy rezultat zanotował w trzecim sezonie startów zajmując drugie miejsce w klasyfikacji generalnej, wygrywając dwa wyścigi i dodatkowo jeszcze czterokrotnie stając na podium. Zanardi wygrał także wyścig o Puchar Europejskiej Formuły 3 rozegrany na torze Bugatti Circuit. W międzyczasie, w październiku 1989 zanotował występ w Formule 3000, jeżdżąc z zespołem Automotive BVM na torze Circuit Dijon-Prenois zajmując dopiero szesnaste miejsce.
Do Formuły 3000 Zanardi powrócił w 1991 reprezentując zespół Il Barone Rampante. Włoch w całym sezonie wygrał dwa wyścigi i dodatkowo jeszcze czterokrotnie stanął na podium. W klasyfikacji kierowców Włoch ukończył rywalizację na drugiej pozycji zdobywając tytuł wicemistrza serii, przegrywając o pięć punktów z Christianem Fittipaldi. Kierowca otrzymał później nagrodę Caschi d'Oro Tricolore przyznawaną przez czasopismo „Autosprint” dla najlepiej zapowiadającego się włoskiego kierowcy. W połowie 1991 Zanardi odbył test w samochodzie zespołu Footwork na torze Paul Ricard.

## Sponsoring

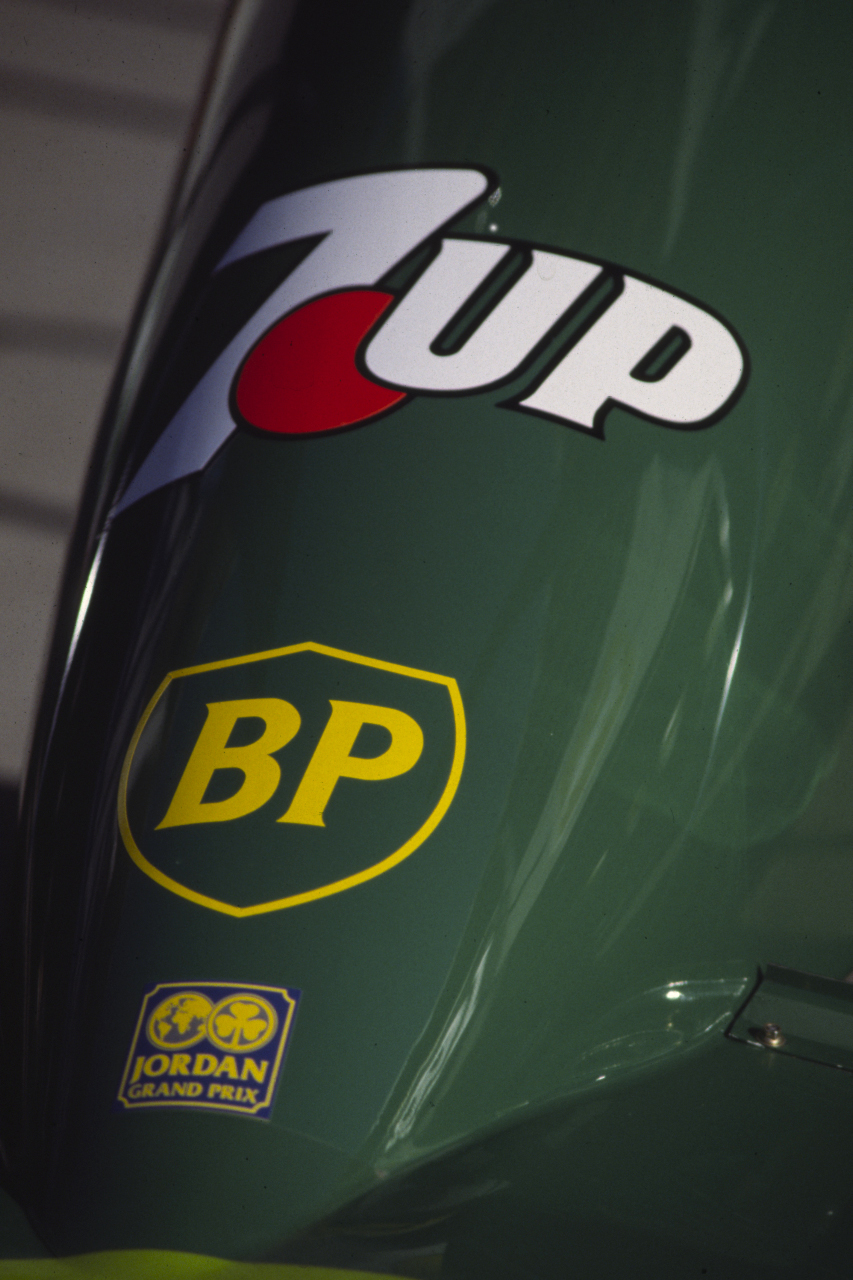
Logo 7 Up i BP na nosie samochodu

Pierwotnie głównym sponsorem Jordana miała być marka tytoniowa Camel, która sponsorowała ekipę, kiedy startowała w Formule 3000. Marka ta sponsorowała Lotusa, lecz po sezonie 1990 przestała sponsorować zespół. Eddie Jordan miał nadzieje na kontynuowanie współpracy z Camelem, gdy zespół wejdzie do Formuły 1. Korzystniejszą propozycję Camelowi zaoferował jednak Benetton – Flavio Briatore, szef brytyjskiego zespołu przekonał markę, że posiada doświadczenie w najwyższej serii wyścigowej i że jest w stanie walczyć o miejsca na podium, a nawet o zwycięstwo. Camel, który nie chciał sponsorować zespołu ze środka stawki, zdecydował o współpracy z Benettonem.
Po nieudanych negocjacjach z Camelem, Jordan zdecydował się na współpracę z marką 7 Up, która w Irlandii była bardzo popularnym napojem gazowanym, przez co samochód zmienił barwy na zielone. Zainteresowany sponsorowaniem zespołu był również koncern Kodak, który ostatecznie odmówił ze względu na to, że zielony kolor kojarzył się z konkurencyjnym koncernem fotograficznym, jakim był Fujifilm, choć Jordan obiecał zmienić malowanie tylnego skrzydła na żółto. Zainspirowany obiekcjami Kodaka Jordan poleciał do Tokio celem odbycia rozmów z Fujifilmem, zabierając także samochód wyścigowy. Japońska firma była bardzo zainteresowana sponsorowaniem zespołu Formuły 1, poza tym również marka idealnie wkomponowała się w samochód.
31 stycznia 1991 potwierdzono wszystkie kontrakty sponsorskie, ponadto zaprezentowano samochód w nowych barwach.

## 191 w wyścigach
Zespół Jordan był jednym z dwóch zespołów, które debiutowały w Formule 1 w sezonie 1991 (drugim zespołem była Modena), przez co w pierwszej połowie sezonu kierowcy zespołu musieli przechodzić przez prekwalifikacje, wraz z zespołami BMS Scuderia Italia, Coloni, Modena i Fondmetal.
W pierwszych prekwalifikacjach, do wyścigu o Grand Prix Stanów Zjednoczonych Gachot zajął czwarte, a de Cesaris piąte miejsce. Strata belgijskiego kierowcy do Emanuele Pirro wyniosła 2,016 sekund, natomiast Włoch stracił do rodaka 2,649 sekund. Do kwalifikacji przystąpić mógł tylko Belg, gdyż jedynie czterech najlepszych kierowców z prekwalifikacji mogło uczestniczyć w sesji kwalifikacyjnej. W kwalifikacjach Gachot zajął czternaste miejsce, tracąc 4,267 sekund do Ayrtona Senny, który zdobył pole position. W wyścigu belgijski kierowca został sklasyfikowany na dziesiątym miejscu, mimo tego, że na sześć okrążeń przed końcem w jego samochodzie zepsuł się silnik.
Prekwalifikacje do Grand Prix Brazylii kierowcy Jordana ukończyli w komplecie – Andrea de Cesaris był drugi, a Bertrand Gachot był tuż za nim, tracąc ponad pół sekundy do JJ Lehto. W kwalifikacjach lepszy był Belg, który zajął dziesiąte miejsce ze stratą 2,490 sekund do Senny, natomiast Włoch stracił 2,947 sekund do kierowcy McLarena. Obaj przedwcześnie zakończyli wyścig – Andrea de Cesaris na 20. okrążeniu miał awarię silnika, a 43 okrążenia później z rywalizacji odpadł Bertrand Gachot z powodu problemów z układem paliwowym.

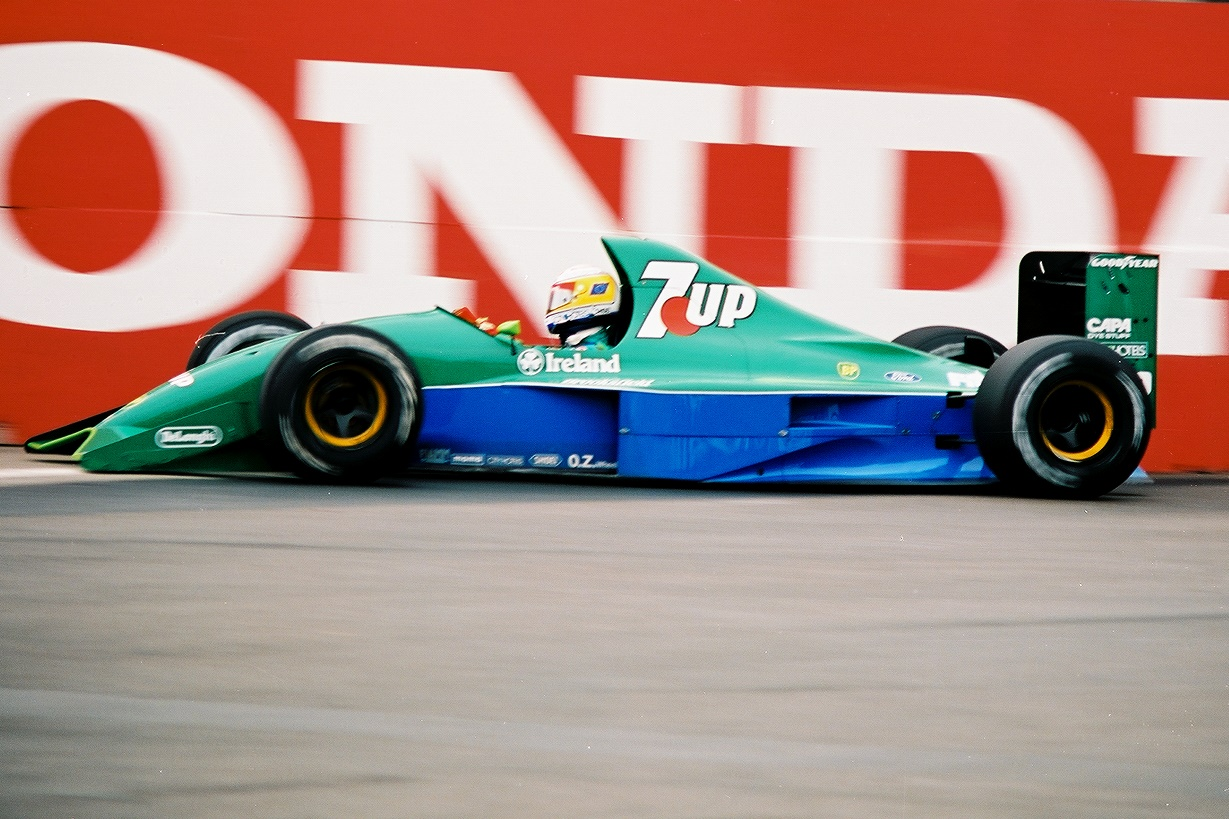
Bertrand Gachot podczas Grand Prix Stanów Zjednoczonych 1991

Sesję prekwalifikacyjną do Grand Prix San Marino wygrał de Cesaris, który miał czas 1:25.535. Gachot znalazł się na trzeciej pozycji i stracił 0,445 sekund do kolegi zespołowego. W sesji kwalifikacyjnej lepszy był ponownie włoski kierowca, który znalazł się na dziesiątej pozycji, a tuż za nim o 0,040 sekund uplasował się Belg, jednak obaj kierowcy Jordana stracili ponad 3,5 sekundy do Ayrtona Senny. Na czwartym okrążeniu, Gachot obrócił się na zakręcie Tamburello i stracił przednie skrzydło, a kilka okrążeń później w jego części wjechał Maurício Gugelmin. Ponownie kierowcy Jordana nie dotarli do mety, kończąc eliminację na 37. okrążeniu – Gachot miał kłopoty z zawieszeniem, natomiast de Cesaris ze skrzynią biegów.
W prekwalifikacjach do Grand Prix Monako de Cesaris był drugi, a Gachot czwarty, mając odpowiednio 0,278 i 1,542 sekund straty do JJ Lehto. Sesję kwalifikacyjną Włoch zakończył na dziesiątej pozycji ze stratą 2,420 sekund do Senny, natomiast Belg był na 24. pozycji, uzyskując czas o 3,864 sekund gorszy od Brazylijczyk. Wyścig ukończył tylko Bertrand Gachot, który z dwoma okrążeniami straty do kierowcy McLarena zajął ósme miejsce. Andrea de Cesaris ponownie nie ukończył wyścigu, za sprawą problemów z przepustnicą na 21. okrążeniu.
Prekwalifikacje do Grand Prix Kanady zakończyły się dla Włocha i Belga odpowiednio na trzeciej i czwartej pozycji ze stratą niespełna pół sekundy do Pirro. W sesji kwalifikacyjnej ponownie wyżej znalazł się de Cesaris, ze stratą 2,317 sekund do Riccardo Patrese, natomiast Gachot był czternasty, z wynikiem gorszym od kierowcy Williamsa o 2,759 sekund. Obaj kierowcy ukończyli wyścig na punktowanych pozycjach – Andrea de Cesaris był czwarty, a Bertrand Gachot piąty, mając ponad minutę straty do Nelsona Piqueta z Benettona.
W sesji prekwalifikacyjnej do Grand Prix Meksyku kierowcy Jordana zajęli ponownie trzecie i czwarte miejsce – lepszy znów okazał się Andrea de Cesaris, który był lepszy od Bertranda Gachota o ponad sekundę. W kwalifikacjach de Cesaris był jedenasty, natomiast Gachot dwudziesty. W pewnym momencie kierowcy Jordana jechali na czwartym i piątym miejscu, dopóki z rywalizacji nie odpadł Gachot przez wypadnięcie z trasy. Przed zakończeniem wyścigu zgasł samochód de Cesarisa i włoski kierowca postanowił popchnąć samochód do mety, kończąc ostatecznie rundę na czwartej pozycji. 
Sesję prekwalifikacyjną do Grand Prix Francji wygrał de Cesaris z czasem 1:19,729, natomiast Gachot był czwarty ze stratą 0,580 s do Włocha. W kwalifikacjach włoski kierowca był trzynasty, natomiast Belg – dziewiętnasty. Wyścig ponownie ukończył tylko Włoch, który zajął szóste miejsce, ze stratą jednego okrążenia do Nigela Mansella z Williamsa. Belg zakończył swój wyścig już na pierwszym okrążeniu, wpadając w poślizg.
Prekwalifikacje do Grand Prix Wielkiej Brytanii de Cesaris zakończył na drugim miejscu, Gachot znalazł się na czwartej pozycji. W sesji kwalifikacyjnej Włoch był trzynasty, a Belg siedemnasty. Rundę ukończył tym razem Gachot, kończąc wyścig jako szósty, z okrążeniem straty do Mansella. De Cesaris miał na 41. okrążeniu wypadek na zakręcie Abbey, spowodowany problemami z zawieszeniem.
Przed Grand Prix Niemiec nastąpiły zmiany – zespoły Jordan, Modena oraz BMS Scuderia Italia nie musiały przechodzić prekwalifikacji, a na ich miejsce weszły Brabham, AGS i Footwork. W kwalifikacjach do wyścigu na torze Hockenheimring, de Cesaris był siódmy, a Gachot jedenasty. Obaj zdołali ukończyć eliminację na punktowanej pozycji – Włoch zajął piąte miejsce, a Belg uplasował się tuż za swoim partnerem zespołowym.
W kwalifikacjach do Grand Prix Węgier, po raz pierwszy od kwalifikacji w Brazylii lepszy okazał się Bertrand Gachot, który zajął szesnaste miejsce, o 0,150 sekund wyprzedzając Andreę de Cesarisa. Wyścig ponownie ukończyli obaj kierowcy – Włoch zajął siódme, a Belg – dziewiąte miejsce, zaliczając także najszybsze okrążenie.
W trakcie sezonu relacje między Bertrandem Gachotem a Eddie Jordanem stały się coraz bardziej napięte, ponieważ Irlandczyk domagał się większej ilości pieniędzy. Cztery dni po wyścigu na torze Hungaroring, Gachot za napaść na taksówkarza w grudniu 1990 roku został skazany przez sąd na osiemnaście miesięcy więzienia, a za użycie w tamtym wydarzeniu gazu łzawiącego otrzymał wyrok dodatkowych sześciu miesięcy.

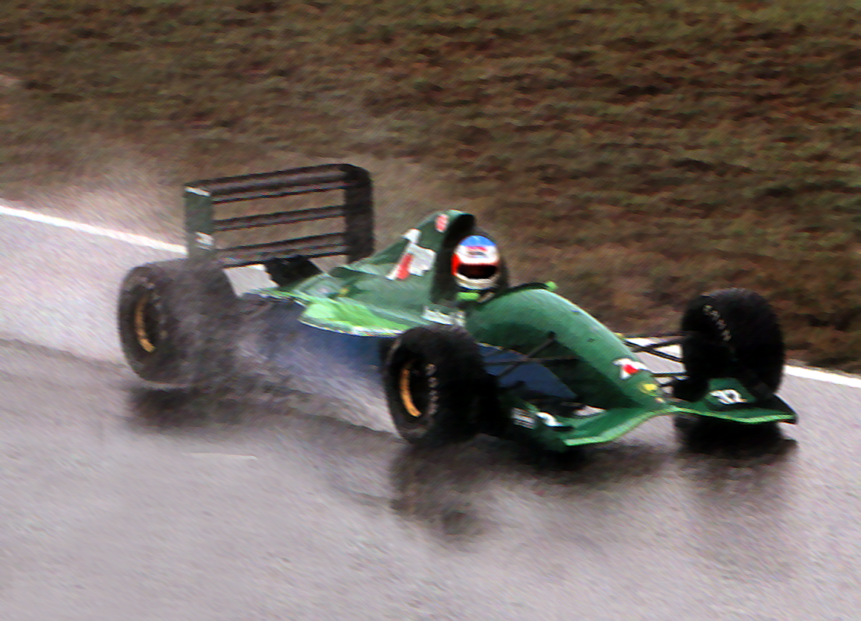
Michael Schumacher testujący Jordana 191 przed Grand Prix Belgii 1991

Przed wyścigiem na torze Circuit de Spa-Francorchamps, Jordan musiał poszukać nowego kierowcy. Irlandczyk chciał zatrudnić Stefana Johanssona, jednak szwedzki kierowca domagał się zapłaty. Innym kandydatem był Keke Rosberg – choć Fin nie jeździł w Formule 1 po sezonie 1986, wciąż był aktywnym kierowcą, jeżdżąc dla Peugeota w Mistrzostwach Świata Samochodów Sportowych. Jordan uznał, że zatrudnienie mistrza świata z 1982 zwiększy wiarygodność ekipy. Również rozważano Dereka Warwicka, jednak ostatecznie porozumiano się z Michaelem Schumacherem, dotychczas startującym w Mistrzostwach Świata Samochodów Sportowych dla Saubera. Niemiecki koncern zapłacił zespołowi 150 000 dolarów. Kilka dni przed wyścigiem w Belgii, Niemiec testował model 191 na torze Silverstone.
W kwalifikacjach do Grand Prix Belgii, Schumacher zajął siódme miejsce, natomiast de Cesaris był jedenasty. W czasie rozgrzewki, Schumacher uzyskał czwarty czas, jednak już na pierwszym okrążeniu wyścigu miał awarię sprzęgła i zakończył swój debiutancki start. Na 31. okrążeniu, de Cesaris wyprzedził Nelsona Piqueta i zajmował w wyścigu drugie miejsce, jednak dziesięć okrążeń później wybuchł silnik w samochodzie Włocha. Ostatecznie Włoch został sklasyfikowany na trzynastej pozycji, ze względu na przejechanie 90% dystansu wyścigu.
Po wyścigu w Belgii, Michael Schumacher został przeniesiony do Benettona. Jordan złożył w brytyjskim sądzie wniosek o zakazanie Schumacherowi jazdy dla Benettona, ale przegrał sprawę, ponieważ nie podpisał z Niemcem oficjalnej umowy. Jordan jednak otrzymał rekompensatę finansową, jednak kwota nie została ujawniona. Miejsce Niemca zajął Roberto Moreno, który wcześniej otrzymał pół miliona dolarów za zwolnienie z kontraktu z Benettonem. W kwalifikacjach do Grand Prix Włoch Brazylijczyk był dziewiąty, a Włoch – czternasty. Na drugim okrążeniu, w samochodzie Moreno zablokowały się hamulce i brazylijski kierowca wypadł z toru, kończąc swój start. De Cesaris zakończył wyścig na siódmej pozycji, ze stratą ponad pięćdziesięciu sekund do Nigela Mansella.
Kwalifikacje do Grand Prix Portugalii Andrea de Cesaris ukończył na czternastej pozycji, natomiast Roberto Moreno był szesnasty. Obaj kierowcy ukończyli wyścig – Włoch był ósmy, Brazylijczyk dziesiąty, a ich strata do Ricciardo Patrese wyniosła jedno okrążenie. 
Po wyścigu w Portugalii Eddie Jordan zwolnił Moreno, a na jego miejsce przyszedł Alessandro Zanardi. Sesję kwalifikacyjną do Grand Prix Hiszpanii, de Cesaris ukończył na siedemnastym miejscu, Zanardi był sklasyfikowany trzy pozycje niżej. Wyścig ukończył tylko Zanardi, zajmując dziewiąte miejsce ze stratą jednego okrążenia do Nigela Mansella. De Cesaris nie ukończył wyścigu, za sprawą problemu z elektryką na 22. okrążeniu.
Przed wyścigiem o Grand Prix Japonii, na wolność wyszedł Bertrand Gachot, który miał nadzieję na powrót do kokpitu Jordana, jednak Irlandczyk wcześniej zakontraktował Włocha i Belg nie mógł wrócić do zespołu. W kwalifikacjach na torze Suzuka International Racing Course, de Cesaris był jedenasty, Zanardi – trzynasty. Na pierwszym okrążeniu, de Cesaris uczestniczył w kolizji z JJ Lehto, Emanuele Pirro (obaj BMS Scuderia Italia) i Karlem Wendlingerem (Leyton House), nie docierając do mety. Sześć okrążeń później, Zanardi miał awarię skrzyni biegów.
Do Grand Prix Australii Andrea de Cesaris zakwalifikował się na dwunastej pozycji, natomiast Alessandro Zanardi był szesnasty. Wyścig ukończyli obaj kierowcy – de Cesaris był ósmy, Zanardi dziewiąty, a kierowcy Jordana stracili ponad minutę do Ayrtona Senny.

## Podsumowanie
Sezon 1991 zakończył się dla Jordana sukcesem, zajmując piąte miejsce w klasyfikacji konstruktorów, gromadząc trzynaście punktów. Zespół przegrał tylko z zespołami McLaren, Williams, Ferrari i Benetton. Najwyżej z kierowców został sklasyfikowany Andrea de Cesaris, który uplasował się na dziewiątej pozycji z dziewięcioma punktami. Bertrand Gachot z czterema punktami zajął trzynaste miejsce. Jordan mimo dobrych wyników w trakcie sezonu miał kłopoty finansowe i Irlandczyk nie był w stanie zapłacić rachunków. Na szczęście pieniądze uzyskane pod koniec sezonu pozwoliły uniknąć egzekucji komorniczej w czasie trwania sezonu 1991. Mimo to, przez załamanie się japońskiej gospodarki nie było możliwe dalsze sponsorowanie m.in. koncernu Fujifilm. 
W celu zaoszczędzenia pieniędzy, Jordan postanowił całkowicie zmienić skład zespołu. Nowymi kierowcami Jordana zostali Stefano Modena i Maurício Gugelmin, którzy mieli doświadczenie w samochodach Formuły 1, ale też posiadali wsparcie finansowe. Zespół też musiał zmienić dostawcę jednostek napędowych – w tym celu podpisano umowę z Yamahą, dzięki czemu Jordan otrzymał je za darmo. Pod koniec 1991 roku, Stefano Modena testował samochód Jordan 191Y, wyposażony w silnik Yamahy i przejechał nim 24 okrążenia na torze Silverstone.
Następcą modelu 191 był Jordan 192.

### Spuścizna
W 1991 roku, tygodnik Autosport nagrodził Jordan 191 tytułem Samochód Wyścigowy Roku. W maju 2020, Autosport umieścił samochód Jordan 191 na drugiej pozycji na liście dziesięciu najlepiej wyglądających samochodów w historii Formuły 1.
Samochód także pojawił się w grze F1 2020, stworzonej przez Codemasters jako zawartość DLC w edycji Schumacher Deluxe, upamiętniającej karierę Michaela Schumachera.

## Wyniki
| Legenda oznaczeń w tabelach wyników Wyświetl szablon na nowej stronie | Legenda oznaczeń w tabelach wyników Wyświetl szablon na nowej stronie                                                                     |
| Oznaczenie                                                            | Wyjaśnienie |
| --------------------------------------------------------------------- | --- |
| Złoty                                                                 | Zwycięzca lub mistrzostwo |
| Srebrny                                                               | 2. miejsce lub wicemistrzostwo |
| Brązowy                                                               | 3. miejsce lub II wicemistrzostwo |
| Zielony                                                               | Ukończył, punktował (w klasyfikacji generalnej, gdy zdobył co najmniej jeden punkt na przestrzeni sezonu, poza trzema powyższymi opcjami) |
| Niebieski                                                             | Ukończył, nie punktował (w klasyfikacji generalnej, gdy nie zdobył co najmniej jednego punktu na przestrzeni sezonu)                      |
| Czerwony                                                              | Nie zakwalifikował się (NZ) |
| Czerwony                                                              | Nie prekwalifikował się (NPK) |
| Różowy                                                                | Nie ukończył (NU) |
| Różowy                                                                | Niesklasyfikowany (NS) (w klasyfikacji generalnej, gdy nie został sklasyfikowany w żadnym wyścigu sezonu)                                 |
| Czarny                                                                | Zdyskwalifikowany (DK) |
| Czarny                                                                | Wykluczony (WYK/EX) |
| Biały                                                                 | Nie wystartował (NW) |
| Biały                                                                 | Kontuzjowany (K/INJ) |
| Biały                                                                 | Wyścig odwołany (OD/C) |
| Bez koloru                                                            | Został wycofany (WYC/WD) |
| Bez koloru                                                            | Nie przybył (NP/DNA) |
| Bez koloru                                                            | Nie brał udziału w treningach (NT/DNP) |
| Bez koloru                                                            | Nie został zgłoszony (–) |
| Pogrubienie                                                           | Start z pole position |
| Kursywa                                                               | Najszybsze okrążenie wyścigu |
| †                                                                     | Nie ukończył, ale jego rezultat został zaliczony ze względu na przejechanie więcej niż 90% dystansu wyścigu.                              |
| *                                                                     | Sezon w trakcie |
| 1/2/3                                                                 | Punktowana pozycja w sprincie |
| Lista systemów punktacji Formuły 1                                    | |

| Sezon | Zespół          | Silnik           | Kierowcy           | Wyniki w poszczególnych eliminacjach | Wyniki w poszczególnych eliminacjach | Wyniki w poszczególnych eliminacjach | Wyniki w poszczególnych eliminacjach | Wyniki w poszczególnych eliminacjach | Wyniki w poszczególnych eliminacjach | Wyniki w poszczególnych eliminacjach | Wyniki w poszczególnych eliminacjach | Wyniki w poszczególnych eliminacjach | Wyniki w poszczególnych eliminacjach | Wyniki w poszczególnych eliminacjach | Wyniki w poszczególnych eliminacjach | Wyniki w poszczególnych eliminacjach | Wyniki w poszczególnych eliminacjach | Wyniki w poszczególnych eliminacjach | Wyniki w poszczególnych eliminacjach | Wyniki kierowców | Wyniki kierowców | Wyniki konstruktora | Wyniki konstruktora |
| Sezon | Zespół          | Silnik           | Kierowcy           | Stany Zjednoczone                    | Brazylia                             | San Marino                           | Monako                               | Kanada                               | Meksyk                               | Francja                              | Wielka Brytania                      | Niemcy                               | Węgry                                | Belgia                               | Włochy                               | Portugalia                           | Hiszpania                            | Japonia                              | Australia                            | Pkt.             | Msc.             | Pkt.                | Msc.                |
| ----- | --------------- | ---------------- | ------------------ | ------------------------------------ | ------------------------------------ | ------------------------------------ | ------------------------------------ | ------------------------------------ | ------------------------------------ | ------------------------------------ | ------------------------------------ | ------------------------------------ | ------------------------------------ | ------------------------------------ | ------------------------------------ | ------------------------------------ | ------------------------------------ | ------------------------------------ | ------------------------------------ | ---------------- | ---------------- | ------------------- | ------------------- |
| 1991  | Team 7Up Jordan | Ford HBA4 3,5 V8 | Bertrand Gachot    | 10                                   | 13                                   | NU                                   | 8                                    | 5                                    | NU                                   | NU                                   | 6                                    | 6                                    | 9                                    | –                                    | –                                    | –                                    | –                                    | –                                    | –                                    | 4                | 13               | 13                  | 5                   |
| 1991  | Team 7Up Jordan | Ford HBA4 3,5 V8 | Michael Schumacher | –                                    | –                                    | –                                    | –                                    | –                                    | –                                    | –                                    | –                                    | –                                    | –                                    | NU                                   | –                                    | –                                    | –                                    | –                                    | –                                    | 0 (4)            | 14               | 13                  | 5                   |
| 1991  | Team 7Up Jordan | Ford HBA4 3,5 V8 | Roberto Moreno     | –                                    | –                                    | –                                    | –                                    | –                                    | –                                    | –                                    | –                                    | –                                    | –                                    | –                                    | NU                                   | 10                                   | –                                    | –                                    | –                                    | 0 (8)            | 10               | 13                  | 5                   |
| 1991  | Team 7Up Jordan | Ford HBA4 3,5 V8 | Alessandro Zanardi | –                                    | –                                    | –                                    | –                                    | –                                    | –                                    | –                                    | –                                    | –                                    | –                                    | –                                    | –                                    | –                                    | 9                                    | NU                                   | 9                                    | 0                | NS               | 13                  | 5                   |
| 1991  | Team 7Up Jordan | Ford HBA4 3,5 V8 | Andrea de Cesaris  | NPK                                  | NU                                   | NU                                   | NU                                   | 4                                    | 4                                    | 6                                    | NU                                   | 5                                    | 7                                    | 13                                   | 7                                    | 8                                    | NU                                   | NU                                   | 8                                    | 9                | 9                | 13                  | 5                   |